# Тура (Евенкійський район)
Тура́ — селище, адміністративний центр Евенкійського району Красноярського краю. Розташоване в місці впадання річки Кочечум в Нижню Тунгуску.
До 1 січня 2007 року було адміністративним центром Евенкійського автономного округу, до 21 квітня 2011 мало статус селища міського типу.
Населення — 5506 осіб (2015).

## Клімат
Місто знаходиться у зоні, котра характеризується континентальним субарктичним кліматом. Найтепліший місяць — липень із середньою температурою 16.6 °C (61.8 °F). Найхолодніший місяць — січень, із середньою температурою -35.9 °С (-32.6 °F).
Низькі температури взимку обумовлюють широке поширення вічної мерзлоти, потужність якої в цьому районі досягає 50-200 м..
| Клімат Тури             | Клімат Тури | Клімат Тури | Клімат Тури | Клімат Тури | Клімат Тури | Клімат Тури | Клімат Тури | Клімат Тури | Клімат Тури | Клімат Тури | Клімат Тури | Клімат Тури | Клімат Тури |
| Показник                | Січ.        | Лют.        | Бер.        | Квіт.       | Трав.       | Черв.       | Лип.        | Серп.       | Вер.        | Жовт.       | Лист.       | Груд.       | Рік         |
| Абсолютний максимум, °C | −1,2        | 3,3         | 9,3         | 18,5        | 31,3        | 37,6        | 38          | 32,6        | 25,8        | 17,2        | 6,5         | 3           | 38          |
| Середній максимум, °C   | −30,8       | −24,4       | −9,6        | 0,3         | 9,6         | 19,7        | 23,9        | 19,3        | 10,2        | −2,5        | −19,5       | −28,5       | −2,7        |
| Середня температура, °C | −35,9       | −31,6       | −18,8       | −6,8        | 3,3         | 12,6        | 16,5        | 12,5        | 4,9         | −6,7        | −25,1       | −32,8       | −9          |
| Середній мінімум, °C    | −38,8       | −35,1       | −24,7       | −13,6       | −1,8        | 6,6         | 10,3        | 7,5         | 0,8         | −10,2       | −27,9       | −36,8       | −13,6       |
| Абсолютний мінімум, °C  | −58,9       | −59,2       | −50,4       | −41,6       | −27,1       | −5,8        | −1,5        | −5,5        | −15,6       | −39,1       | −52         | −60         | −60         |
| Норма опадів, мм        | 15.9        | 11.9        | 11.8        | 16.3        | 32.3        | 50          | 55.2        | 61.5        | 38.4        | 30.4        | 24.1        | 19.1        | 366.9       |
| Днів з дощем            | 0           | 0           | 0,3         | 4           | 13          | 18          | 16          | 18          | 16          | 5           | 0,2         | 0           | 91          |
| Днів зі снігом          | 24          | 22          | 21          | 16          | 10          | 1           | 0           | 0,3         | 7           | 24          | 24          | 24          | 173         |
| Вологість повітря, %    | 77          | 76          | 70          | 63          | 58          | 58          | 65          | 73          | 75          | 78          | 78          | 77          | 71          |
| ----------------------- | ----------- | ----------- | ----------- | ----------- | ----------- | ----------- | ----------- | ----------- | ----------- | ----------- | ----------- | ----------- | ----------- |
| Джерело: Weatherbase    |             |             |             |             |             |             |             |             |             |             |             |             |             |

## Історія
До встановлення радянської влади тут було стійбище евенків і єдина в окрузі купецька лавка.
В 1924 році на територію Ілімпейської тундри був посланий інструктор Туруханского повітового виконкому Єлизар Сергійович Савельєв. 5 березня її провів збори тунгусів Чапогірського роду (Мірошкол), стійбище яких розташовувалося неподалік від колишніх купецьких «покоїв». Інструктор сповістив тайговиків, що відтепер тут буде будуватися «нове життя», а колишня купецька заїмка стане центром адміністрації тубільної волості. І савватеєвсько-суздалівська хата стала приміщенням Ілімпійського волісполкому. У рішенні того ж зборів від 5 березня 1924 було записано так: «Адміністративним центром вважати Туру, біля гирла річки Кочечум при впадінні в річку Нижня Тунгуска». Таким чином, цю дату можна вважати днем утворення Тури. Але в Евенкії дату заснування Тури вважають 1927 рік.
В 1925 році на розширеному пленумі Комітету Півночі при ВЦВК СРСР було прийнято рішення про створення культурних баз.
3 серпня 1927 почала працювати Тунгуська культбаза Комітету сприяння малим народностям північних околиць Красноярського округу . Тоді ж були побудовані перша в історії Евенкії лікарня, перша початкова школа, проводилася паспортизація населення. Цей день 3 серпня є днем Тури.
У 1938 році Тура отримала статус селища міського типу. 21 квітня 2011 селище Тура стало сільським населеним пунктом .
Загроза часткового затоплення селища
У перспективі селище знаходиться під загрозою затоплення через заплановане будівництва гідроелектростанції.

## Населення
Населення - 5506 осіб.
Національний склад
Населення, в основному, складають росіяни, евенки та якути.

## Економіка
транспорт
Річковий порт на Нижній Тунгусці, Тура має два аеропорти. Перший розташований в самому селищі і служить для місцевих перевезень. Інший - «Гірський» - за 13 км , для більш дальніх перевезень.